# By Divine Right
By Divine Right is een Canadese indierockband onder leiding van de gitarist en zanger José Miguel Contreras.

## Bezetting
Huidige leden
- José Miguel Contreras (1989–heden)
- Geordie 'Spaghetti Arms' Dynes (2010–heden)
- Alysha Haugen (2010–heden)

Voormalige leden
- Mark Goldstein (1989–2000)
- Steve Berman (1989–1991)
- Elizabeth Teear (1989–1993)
- Rob Carson (1992–1994)
- Scott Maynard (1993–1996)
- Cam Bull (1996–1997)
- Brendan Canning (1999–2000)
- Leslie Feist (1999–2000)
- Brian Borcherdt (2001–2004)
- Colleen Hixenbaugh (2001–2006)
- Dylan Hudecki (2001–2004, 2005, 2010)
- John Hall (2001–2004)
- Cam Giroux (2001, 2004–2005)
- Michael Small (2004–2006)
- Darcy Rego (2004, 2006, 2008, 2010)
- Loel Campbell (2004)
- Derek Downham (2005–2006)
- Jason Nunes (2006)
- Julien Beillard (2007)
- Mitch Perkins (2007–2008)
- Stew Heyduk (2007–2008)
- Michael Milosh (2009–2010)
- Dave Joseph (2009–2010)

## Geschiedenis
De band werd in 1989 opgericht door de middelbare schoolvrienden Contreras, drummer Mark Goldstein, basgitarist Liz Teear en gitarist Steve Berman. Ze brachten een aantal onafhankelijke publicaties uit, voordat ze bij Squirtgun Records tekenden voor hun album All Hail Discordia uit 1997. Deze opname is opnieuw uitgebracht door Squirtgun/Nettwerk. Basgitarist Brendan Canning en gitariste Leslie Feist voegden zich bij de band voor hun publicatie Bless This Mess uit 1999. Canning en Feist verlieten later de band en waren mede-oprichter van Broken Social Scene. In 2001 bracht de band het album Good Morning Beautiful uit. In 2003 was By Divine Right een van de weinige Canadese bands die een concerttournee door China deed.
Van 2001 tot 2004 bestond de band uit Contreras, Colleen Hixenbaugh, Brian Borcherdt, John Hall en Dylan Hudecki. In 2004 werd drummer John Hall vervangen door Cam Giroux (die speelde op Good Morning Beautiful), terwijl Borcherdt en Hudecki beiden de band verlieten. Hudecki werd vervangen door Darcy Rego en vervolgens Michael Small, beiden van The Meligrove Band, voor tournees door de Verenigde Staten, Canada en het Verenigd Koninkrijk, ter ondersteuning van Sweet Confusion. Loel Campbell van Wintersleep was drummer voor een aantal optredens. Na deze tournees veranderde de bezetting van de band opnieuw, naar Contreras, Hixenbaugh en Small met drummer Derek Downham, gevolgd door een show van september 2006 in het Drake Hotel (Toronto), waar de band alle nieuwe nummers met Rego, Small en Jason Nunes (The Meligrove Band) onder de naam By Divine Right bracht.
By Divine Rights volgende liveshow was op 31 december 2007 in de Tranzac Club in Toronto, waar de nieuwe fulltime bezetting van Contreras, Stew Heyduk (van The Golden Dogs) en Mitch Perkins (voorheen van Rusty) voor het eerst samen verscheen. In 2007 droeg By Divine Right een coverversie van Rheostatics' Shaved Head bij aan het eerbetoonalbum The Secret Sessions, met een bezetting die alleen bestond uit Contreras en Julien Beillard van de band Wooden Stars. In mei 2008 opende By Divine Right een show voor The Golden Dogs in de Horseshoe Tavern in Toronto met weer een nieuwe bezetting, bestaande uit Contreras, Heyduk en Darcy Rego, die terugkwamen op drums.
In 2009 werd Mutant Message, het eerste album van de band sinds Sweet Confusion uit 2004, in Canada uitgebracht bij de Toronto Arts-afdruk Hand Drawn Dracula. Het album bevat José Contreras, Stew Heyduk en Darcy Rego met gastzang van Jason Nunes en Lily Frost. By Divine Rights eerste tournees sinds 2005 volgden, met de nieuwe drummer David Joseph en basgitarist Michael Milosh. Er zijn muziekvideo's uitgebracht voor de nummers I Love a Girl, Cupid in Oilskins en I Will Hook You Up. De bezetting van de band veranderde opnieuw na deze tournees, met Dylan Hudecki en Darcy Rego die elk invielen voordat Geordie Dynes en Alysha Haugen eind 2010 toetraden. In 2013 bracht By Divine Right het negende album Organised Accidents en in 2016 het tiende Speak & Spell uit.

## Discografie
- 1992: Buffet of the Living Dead (independent cassette)
- 1995: By Divine Right (Kinetic)
- 1996: Some (four-song EP cassette)
- 1997: All Hail Discordia (Squirtgun)
- 1999: Bless This Mess (Nettwerk)
- 2001: Good Morning Beautiful (Linus Entertainment)
- 2004: Hybrid TV Genii (Linus Entertainment/spinART)
- 2004: Sweet Confusion (Linus Entertainment/spinART)
- 2009: Mutant Message (Hand Drawn Dracula)
- 2013: Organized Accidents (Hand Drawn Dracula)
- 2016: Speak & Spell (Headless Owl Records)